# Chauncey Forward Black
Chauncey Forward Black (* 24. November 1839 in York, Pennsylvania; † 2. Dezember 1904 ebenda) war ein US-amerikanischer Politiker. Zwischen 1883 und 1887 war er Vizegouverneur des Bundesstaates Pennsylvania.

## Werdegang
Chauncey Black war Mitglied einer bekannten Politikerfamilie. Sein Vater Jeremiah S. Black (1810–1883) war Richter am Supreme Court of Pennsylvania sowie Justizminister und für kurze Zeit Außenminister unter Präsident James Buchanan. Sein Großvater war der Kongressabgeordnete Henry Black (1783–1841). Sein Großvater mütterlicherseits, Chauncey Forward (1793–1839), saß ebenfalls im Kongress. Er besuchte das Hiram College in Ohio, wo er sich mit dem späteren Präsidenten James A. Garfield anfreundete, der dort unterrichtete. Danach absolvierte er das Washington & Jefferson College in Pennsylvania. Nach dem Ende seiner Ausbildung arbeitete er als Journalist, wobei er hauptsächlich für die Zeitung New York Sun Artikel verfasste. Er verfasste als Ghostwriter eine Biographie über Abraham Lincoln, die dann unter dem Namen von Lincolns Leibwächter Ward Hill Lamon herausgegeben wurde.
Politisch war Black Mitglied der Demokratischen Partei. 1882 wurde er an der Seite von Robert Emory Pattison zum Vizegouverneur von Pennsylvania gewählt. Dieses Amt bekleidete er zwischen 1883 und 1887. Dabei war er Stellvertreter des Gouverneurs und Vorsitzender des Staatssenats. Im Jahr 1886 kandidierte er erfolglos für das Amt des Gouverneurs. Nach seiner Zeit als Vizegouverneur ist Chauncey Black politisch nicht mehr in Erscheinung getreten. Er starb am 2. Dezember 1904 in York, wo er auch beigesetzt wurde.